# Laodika (córka Priama)
Laodika (także Laodike; gr. Λαοδίκη Laodíkē, łac. Laodice) – w mitologii greckiej królewna trojańska.
Uchodziła za najurodziwszą z córek Priama i Hekabe, o której wspomina Iliada. Była siostrą m.in. Hektora, Parysa, Kasandry i Medesekasty. Jej mężem był Helikaon.